# Jindřich Josef z Daunu
Jindřich Josef Dětřich Martin hrabě z Daunu (německy Heinrich Joseph Dietrich Martin Reichsgraf von Daun, 1. září 1678 – 31. ledna 1761) byl rakouský šlechtic z rodu Daunů. Sloužil v císařské armádě, kde dosáhl hodnosti polního maršála. Vyznamenal se v dynastických válkách první poloviny 18. století a nakonec dosáhl hodnosti polního maršála (1741). Díky sňatku se usadil na Moravě, kde jeho potomci vlastnili majetek až do vymření rodu počátkem 20. století. Jeho starším bratrem byl polní maršál a neapolský místokrál Wirich Filip z Daunu (1669–1741).

## Životopis

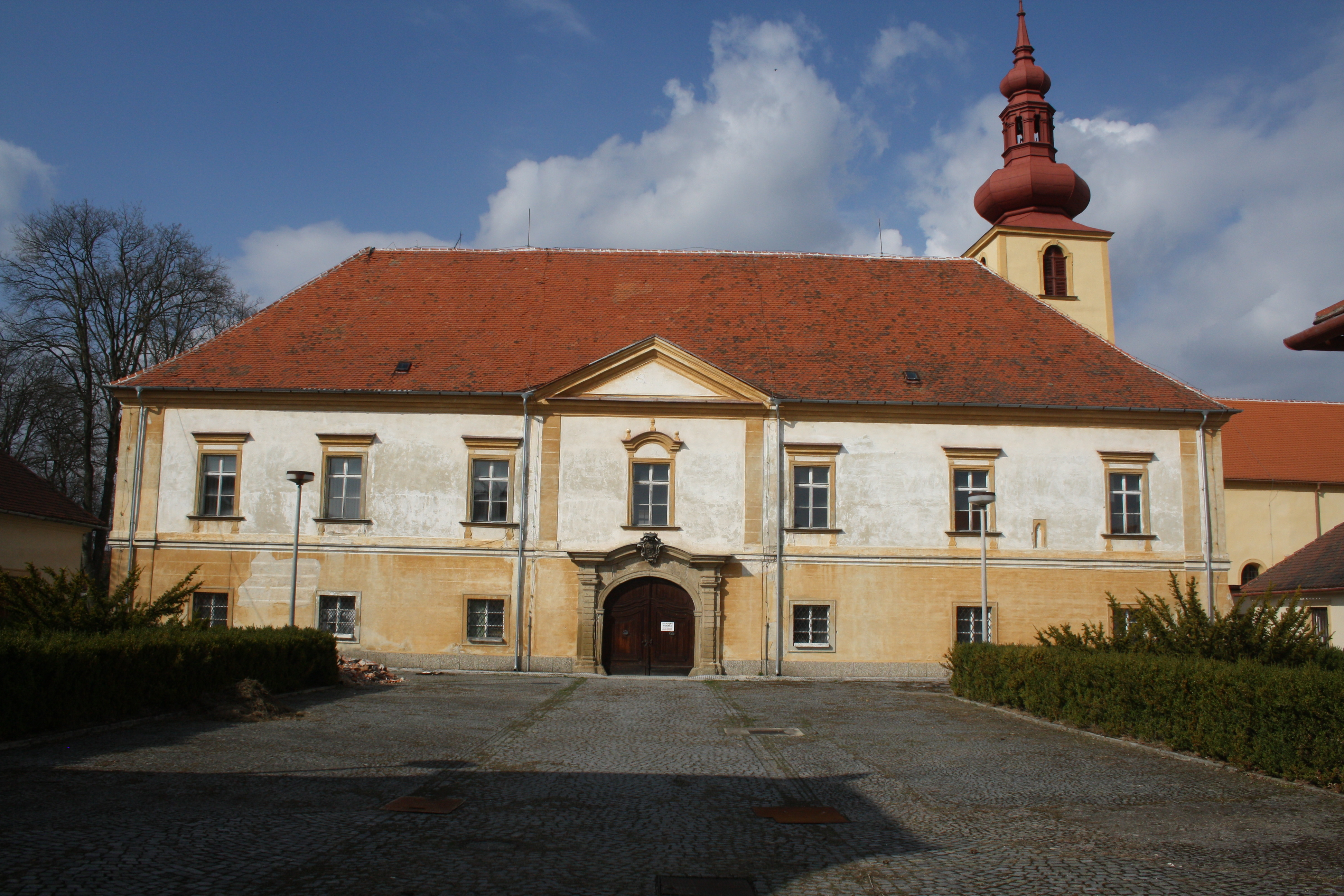
Zámek Dalešice, majetek Jindřicha Josefa Dauna od roku 1724

Narodil se jako nejmladší syn polního maršála a zemského velitele v Čechách hraběte Viléma Jana z Daunu (1621–1706) ze šlechtického rodu Daunů původem z Porýní, jehož členové se od 17. století uplatňovali v císařských službách a v roce 1655 dosáhli povýšení do hraběcího stavu. Jeho matka Anna Marie (1635–1712) pocházela z rodu Althannů. 
Jindřich Josef od mládí sloužil v armádě a spolu se staršími bratry bojoval ve válce o španělské dědictví, již ve třiceti letech dosáhl hodnosti generálního polního vachtmistra (1708). V roce 1716 byl povýšen na polního podmaršála a pod velením Evžena Savojského bojoval v bitvách u Petrovaradína a Bělehradu. Během pražské korunovace Karla VI. českým králem obdržel hodnost polního zbrojmistra (1723). Od roku 1724 byl velitelem pevnosti v Budíně a stal se členem dvorské válečné rady. Byl též c.k. tajným radou a komořím, v roce 1741 byl povýšen na polního maršála.
Při dělení dědictví po otci dostal finanční hotovost ve výši 71 569 zlatých, kterou později použil k zakoupení statků na Moravě. Do moravského prostředí pronikl již předtím sňatkem s Marií Leopoldinou Jankovskou z Vlašimi (1697–1734) a v roce 1724 koupil panství Dalešice, k němuž v roce 1735 připojil Slavětice. V Dalešicích nechal postavit barokní zámek podle projektu J. E. Fischera z Erlachu. Jeho druhou manželkou byla Marie Terezie Colloredová (1714–1791), dáma Řádu hvězdového kříže. Jménem svého nezletilého syna Maxmiliána (1721–1788) vstoupil do vleklého soudního sporu o dědictví po rodu Jankovských z Vlašimi. Jednalo se o panství Bítov a Jemnice na jižní Moravě, dědictví bylo Daunům přiznáno s definitivní platností až v roce 1755.
Jeho neteř Eleonora Ernestina (1721–1789) byla manželkou portugalského diplomata a dlouholetého prvního ministra v Portugalsku markýze Pombala.